# Seznam archeologických lokalit v Egyptě
Seznam archeologických lokalit v Egyptě uvádí místa významných archeologických nálezů v jednotlivých částech Egypta.

## Dolní Egypt (delta Nilu)
- Abú Ghuráb - ruiny slunečního chrámu Sešep-ib-Re
- Abú Míná - hrob sv. Meny a středisko jeho kultu
- Abú Rawáš - nejseverněji položené pyramidové pohřebiště
- Abúkír - sfinga Amenemheta IV., socha Ramesse II., Sérapidův chrám
- Abúsír - rozsáhlá nekropole staroegyptských panovníků období 5. dynastie, řada soukromých hrobek a dalších staveb
- Alexandrie
- Ausím - chrám boha Hora
- Behbét el-Hagar - Esetin chrám
- Dahšúr
- Ehnásíja el-Medína
- Gabal el-Ahmar
- Gabal el-Arak
- Héliopolis
- Kóm Abú Bello
- Kóm el-Hisn
- Mádí
- Mazghúna
- Memfis
- Merimda Bení Saláma
- Munagát
- Naukratis
- Piramesse
- Rosetta
- Saft el-Henna
- Sais
- Sakkára
- Sebennytos
- Tanis
- Taposiris Magna
- Tell Atríb
- Tell el-Basta
- Tell ed-Dabaa
- Tell el-Faráín
- Tell el-Jahúdíja
- Tell el-Maschúta
- Tell er-Rubáa
- Tura
- Vádí Natrun
- Záwijit el-Arján

## Střední Egypt
- Abúsír el-Malak
- Amarna
- Antinopolis
- Asjút
- Atfíh
- Beni Hasan
- Dér el-Gabráví
- Ešmúnén
- Fajjúm
- Hawwára
- Káhún
- Láhún
- Lišt
- Medínit Fajjúm
- Medínit Mádí
- Médúm
- Mér
- Oxyrhynchos
- Sedment
- Speos Atemidos
- Šéch Saíd
- Tebtynis
- Túna el-Gabal
- Záwijit el-Mejjitín - pohřebiště kněží a úředníků z nedalekého města Hebenu

## Horní Egypt
- Abú Simbel
- Abydos
- Achmím
- Armant
- Asuán
- Athribis
- Badárí
- Bagawát
- Dakka
- Dendera
- Dér el-Bahrí
- Dér el-Hagar
- Dér el-Medína
- Dér Tása
- Duš
- Elefantina
- Esna
- Fílé
- Gabal es-Silsila
- Gabalén
- Hierakonpolis
- el-Káb
- Karnak
- Kasr Ibrím
- Kau el-Kibír
- Kóm Ombo
- Kubbit el-Hawwa
- Kús
- Luxor
- Malkata
- Medamúd
- Medínit Habu
- Nag Hammádí
- Naga ed-Dér
- Nakáda
- Ombos
- Veset

## Sinaj
- Serábit el-Chádim
- Wádí Maghára

## Oázy a východní poušť
- Dáchla
- el-Hajez
- Faráfra
- Chárga
- Ismant el-Charab
- Kóm Uším
- Kuft
- Omarí
- Sáhel
- Síwa
- Šéch Súbí
- Tahna
- Tód
- Údolí zlatých mumií
- Wádí Gasús
- Wádí Hammámát